# Коммуникативная личность
Коммуникативная личность — одно из проявлений личности, обусловленное совокупностью ее индивидуальных свойств и характеристик, которые определяются степенью ее коммуникативных потребностей, когнитивным диапазоном, сформировавшимся в процессе познавательного опыта, и собственно коммуникативной компетенцией — умением выбора коммуникативного кода, обеспечивающего адекватное восприятие и целенаправленную передачу информации в конкретной ситуации.

## Понятие и сущность коммуникативной личности в концепции В. Конецкой
В современной теории коммуникации представлен ряд моделей коммуникативной личности. Наиболее разработанной является модель, предложенная В. Конецкой. Эту модель в той или иной степени воспроизводят большинство авторов отечественных учебных пособий.
Согласно подходу В. Конецкой, коммуникативную личность образуют три параметра — мотивационный, когнитивный и функциональный.

«Мотивационный параметр определяется коммуникативными потребностями и занимает центральное место в структуре коммуникативной личности». Именно потребность сообщить что-то или получить необходимую информацию служит мощнейшим стимулом для коммуникативной деятельности. 
Коммуникативная потребность определяется настоятельной необходимостью индивидов в обмене смысловой и оценочной информацией с целью взаимодействия в различных сферах своего существования и воздействия друг на друга в условиях коммуникации различного типа.
Когнитивный параметр в данном подходе включает в себя «множество характеристик, формирующих в процессе познавательного опыта индивида, его внутренний мир в интеллектуальном и эмоциональном планах». К таким характеристикам относятся: способность адекватного восприятия информации индивидом, его способность воздействовать на других, оценка и самооценка, а также знание норм коммуникативных кодов.
В состав функционального параметра В. Конецкая включает такие характеристики личности, как практическое владение индивидуальным запасом вербальных и невербальных средств для актуализации функций коммуникации; умение варьировать коммуникативные средства в связи с изменением условий общения; построение дискурсов в соответствии с нормами избранного коммуникативного кода и правилами речевого этикета.

## Коммуникативная личность в понимании В. Б.Кашкина
Кашкин определяет коммуникативную личность как совокупность индивидуальных коммуникативных стратегий и тактик, когнитивных, семиотических, мотивационных предпочтений, сформировавшихся в процессах коммуникации как коммуникативная компетенция индивида, его «коммуникативный паспорт», «визитная карточка». Коммуникативная личность — содержание, центр и единство коммуникативных актов, которые направлены на другие коммуникативные личности, — коммуникативный деятель.

## Трансакционная модель коммуникативной личности Д. П. Гавры
С точки зрения данной модели, для адекватного отражения внутреннего строения коммуникативной личности нужно воспользоваться структурными и функциональными подходами, опирающимися как на модель личности, как таковой, так и на модель процесса коммуникации. К числу таких подходов относятся:
- социально-психологический подход, задающий базовую структуру личности «могу»—"хочу"—"знаю"—"умею"—"действую";
- процессно-информационный подход к социальной коммуникации, имеющий в своей основе трансакционную модель А.Тэна.